# Freddy Lindfors
Freddy Lindfors, född 9 juni 1943 i Kiruna, är en svensk före detta professionell ishockeymålvakt och ishockeytränare.
Som ishockeytränare var han med och avancerade Luleå HF till Elitserien 1984, samt tog SM-silver med Luleå HF 1993.